# محمد مبارك الصوري

## السيرة الذاتية
الدكتور محمد مبارك الصوري كاتب مسرحي كويتي من مواليد الكويت عام 1947م
انتدب أستاذاً لمادة النقد والدراسات الأدبية واللغة العربية في المعهد العالي للفنون المسرحية في الكويت لعامي 85-1986م، 86-1987م.
تخصصه الأدبي في النقد والأدب الحديث.

## دراسته
- حصل على دبلوم معهد المعلمين عام 1967م.
- حصل على دبلوم دار المعلمين عام 1970مز
- في عام 1974م حصل على ليسانس في الأدب العربي - جامعة الكويت.
- في عام 1980م نال رسالة الماجستير في الأدب العربي من قسم اللغة العربية بجامعة عين شمس، عنوان الرسالة (قضايا الأسرة المصرية في مسرحيات نعمان عاشور).
- في نوفمبر 1980م نال درجة الدكتوراة في الأدب العربي ونقده من جامعة عين شمس الرسالة بعنوان (الأدب المسرحي في الكويت).

## عمله
- أستاذ زائر - جامعة الإمارات العربية المتحدة - كلية التربية.
- رئيس قسم اللغة العربية بكلية التربية الأساسية لمدة عامين 1988-1989، 1989-1990م.
- أستاذ مساعد بكلية التربية الأساسية - قسم اللغة العربية وآدابها.

## مسيرته
- اشرك في العديد من المهرجانات المسرحية.
- قدم أكثر من محاضرة عامة في بعض المؤسسات الثقافية خارجياً وداخلياً.
- اشترك في الكصير من الندوات والملتفيات الأدبية داخل الكويت وخارجها.
- شارك في العديد من المهرجانات المسرحية.
- كتب العديد من النصوص المسرحية، عرضت بعضها الفرق المسرحية المحلية.
- كتب عن الأدب المسرحي في الكويت وحلل قضاياه، المسرح الاجتماعي والدعوة السياسية عند نعمان عاشور، البناء الدرامي في المسرحية التقليدية وأدواتها الفنية من لغة وحكاية وتاريخ وصراع، جهود الرواد والدراما الاجتماعية، كما كتب عن الفنون الأدبية في الكويت.
- عيّن أكثر من مرة عضو لجنة تحكيم في مسابقات العروض والنصوص المسرحية.
- مارس الكتابة الصحفية في النقد الفني منذ عام 1969م في أكثر من جريدة ومجلة محلياً وخليجياً وعربياً.
- عمل في الصحافة زهاء 25 عاماً شملت على:

1. كتابة ونشر العديد من المقالات في المجال السياسي والاجتماعي، وأدب الرثاء وأدب المسرح ونقده.
2. رئاسة القسم الثقافي في مجلة (صوت الخليج) الأسبوعية في فترة السبعينات.
3. رئاسة القسم الثقافي والفني في مجلة (الرائد) الأسبوعية التابعة لجمعين المعلمين الكويتية في فترة الثمانينات.
4. رئاسة القسم الثقافي في جريدة (الفجر الجديد) اليومية في أوائل التسعينات.

- عضو في رابطة الأدباء الكويتيين.
- عضو في جمعية الصحفيين الكويتية.
- عضو في المسرح الشعبي.

## مؤلفاته
- المسرح الاجتماعي ذو الدعوة السياسية صدر عن المركز العربي للإعلام عام 1985م في طبعته الأولى، وطبعته الثانية 1986م.
- الكويت والتنمية مشترك - المركز العربي الإعلامي - صدر عام 1988م.
- الفنون الأدبية في الكويت - دراسات نقدية صدر عن المركز العربي للإعلام عام 1989م والطبعة الثانية 1993م.
- اغتصاب .. عنبر مسرحية باللغة الفصحى، مستوحاة من مآسي الغزو العراقي للكويت، صدرت عن مطبعة حكومة الكويت عام 1991.
- الأدب المسرحي في الكويت تطرق إلى النص المسرحي الفصيح، وإلى رواد مسرح الارتجال، ودور حمد الرجيب وزكي طليمات في خلق الأسس والأنظمة والبدايات، كما تطرق إلى المسرح الاجتماعي ورائده القنان صقر الرشود، ومنو الشخصية الكويتية عند الفنان سعد الفرج. صدر الكتاب عن مطبعة حكومة الكويت في نوفمبر 1993م.
- في فن المحادثة والإلقاء صدر عام 1996م.

### في النص المسرحي
1. شياطين المدرسة - عرضها المسرح الكويتي عام 1975م.
2. في السماغيم - عرضها المسرح الكويتي عام 1985م.
3. الذيب الأبرق.
4. هذرة × هذرة

### القصة القصيرة
1. كتبت إليه تقول.
2. الأستاذة .. الدكتورة .. التلميذة
3. وأخيراً جاء الرد
4. رئيس العمل .. هو؟
5. المصير.
6. الخوف من الخوف
7. رسالة من زوج تائب
8. أمي المحجبة تحب
9. السكين في (العين)

### له تحت الطباعة
حسب المصدر بأن هذه الكتب لا زالت قيد الطباعة ولم تصدر بعد والذي مطبوع عام 1996.
1. فصاحة أدب العامية وبلاغته.
2. صورة الغزو في ثقافة الكويت وآدابها.
3. التنمية ونهصة الكويت: العلمية والثقافية والإعلامية.
4. الخليجيون والمسرح (مسرح الجزيرة والمسيرة المسرحية).
5. التحليل الأدبي للتيار الاجتماعي في دولة الإمارات المتحدة (مشترك).

## وصلات خارجية
- مقالة بعنوان (مسرح الطفل وأثره في تكوين القيم والاتجاهات) على موقع جامعة الكويت
- دوانية براك محمد مبارك الصوري